# Virus M de la pomme de terre
Carlavirus misolani
Espèce
Synonymes
- Potato virus M (ICTV, 1971)

Carlavirus misolani, le virus M de la pomme de terre (PVM, sigle de Potato virus M), est un phytovirus pathogène du groupe des Carlavirus, appartenant à la famille des  Betaflexiviridae et à l'ordre des Tymovirales. Ce virus est transmis par des pucerons sur un mode non persistant. Il provoque un enroulement mou des feuilles sommitales (symptôme des « feuilles en cuiler ») ainsi que des symptômes de mosaïque sur le limbe foliaire. Sa distribution est mondiale ; il est présent notamment en Europe centrale et orientale. Outre la pomme de terre, le virus M peut affecter diverses Solanaceae, dont la tomate, ainsi que certaines Fabaceae, dont le haricot. Les dégâts aux cultures de pomme de terre sont variables selon les cultivars et les souches virales. La lutte contre cette virose est basée sur l'utilisation de plants certifiés indemnes de virus M. La recherche a permis d'identifier des gènes de résistance au virus M chez certaines espèces de pommes de terre sauvages, dont Solanum palustre et Solanum sparsipilum.  

## Génome

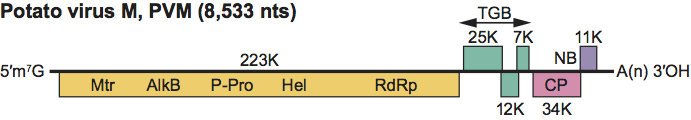
Carte du génome de la PVM

## Référence biologique
- (en) ICTV : Potato virus M  (consulté le 1er février 2021)